# Mariano González
Mariano Nicolás González (Tandil, 5 maggio 1981) è un ex calciatore argentino, di ruolo centrocampista.
È il fratello maggiore di Pablo Andrés González.

## Carriera

### Club
Cresciuto nell'Independiente di Tandil, dal 2001 al 2004 ha giocato nel Racing Club, squadra della serie A del campionato argentino in cui ha segnato 14 reti (tra cui quella decisiva in una vittoria per 4-3 contro il Boca Juniors) in 64 presenze, esordendo a 21 anni sotto la guida di Osvaldo Ardiles.
Il 2 luglio 2004 viene acquistato dalla squadra italiana del Palermo. Nella stagione 2004-2005 gioca 21 partite in campionato e 4 in Coppa Italia, conquistando la prima qualificazione in Coppa UEFA del Palermo dopo il 6º posto finale; nella stagione 2005-2006 gioca invece 30 partite in campionato, 5 in Coppa Italia e 9 in Coppa UEFA.
Nell'estate 2006 passa in prestito all'Inter, dove non trova molto spazio. Ha siglato la sua prima e unica rete in nerazzurro nella partita di Coppa Italia contro il Messina del 29 novembre 2006, vinta dall'Inter con il punteggio di 4-0. Ritornato a Palermo per fine prestito, è stato ceduto nuovamente in prestito al Porto nell'estate del 2007.
Nel 2008 la società lusitana fa valere l'opzione di riscatto assicurandosi il calciatore per 3,2 milioni di euro riunendosi con il connazionale ed ex compagno di squadra al Palermo Ernesto Farías, facendosi notare per aver segnato all'ultimo minuto nel pareggio per 2-2 contro il Manchester Utd, valevole per i quarti di finale della UEFA Champions League 2008-2009, stagione in cui la sua squadra si confermò campione nazionale. Nella stagione 2010-2011, in cui il Porto vince l'Europa League, è una riserva e gioca da titolare solo una partita di campionato ed una di coppa nazionale.
Il 29 luglio 2011 firma un contratto triennale con gli argentini dell'Estudiantes, che lo prelevano a titolo definitivo. Nel torneo di Apertura colleziona 17 presenze e segna due gol contro All Boys e Lanús.

### Nazionale
Nel 2001, con la Nazionale Under-20 argentina, prende parte al campionato sudamericano.
Più volte convocato dal CT della Nazionale maggiore Marcelo Bielsa, ha fatto parte della vittoriosa spedizione ai Giochi olimpici di Atene 2004, andando a segno nella semifinale contro l'Italia terminata 3-0. La Nazionale Olimpica argentina si qualificò dopo aver vinto l'ultima edizione del Torneo Pre-Olimpico CONMEBOL.

## Statistiche

### Presenze e reti nei club
Statistiche aggiornate al 3 maggio 2020.
| Stagione           | Squadra            | Campionato         | Campionato | Campionato | Coppe nazionali | Coppe nazionali | Coppe nazionali | Coppe continentali | Coppe continentali | Coppe continentali | Altre coppe | Altre coppe | Altre coppe | Totale | Totale |
| Stagione           | Squadra            | Comp               | Pres       | Reti       | Comp            | Pres            | Reti            | Comp               | Pres               | Reti               | Comp        | Pres        | Reti        | Pres   | Reti   |
| ------------------ | ------------------ | ------------------ | ---------- | ---------- | --------------- | --------------- | --------------- | ------------------ | ------------------ | ------------------ | ----------- | ----------- | ----------- | ------ | ------ |
| 2001-2002          | Racing Club        | PD                 | ?          | ?          | -               | -               | -               | -                  | -                  | -                  | -           | -           | -           | ?      | ?      |
| 2002-2003          | Racing Club        | PD                 | ?          | ?          | -               | -               | -               | CL+CL              | ?                  | ?                  | -           | -           | -           | ?      | ?      |
| 2003-2004          | Racing Club        | PD                 | ?          | ?          | -               | -               | -               | -                  | -                  | -                  | -           | -           | -           | ?      | ?      |
| Totale Racing Club | Totale Racing Club | Totale Racing Club | 64         | 14         |                 | -               | -               |                    | ?                  | ?                  |             | -           | -           | 64+    | 14+    |
| 2004-2005          | Palermo            | A                  | 21         | 2          | CI              | 4               | 0               | -                  | -                  | -                  | -           | -           | -           | 25     | 2      |
| 2005-2006          | Palermo            | A                  | 30         | 2          | CI              | 5               | 4               | CU                 | 9                  | 1                  | -           | -           | -           | 44     | 7      |
| Totale Palermo     | Totale Palermo     | Totale Palermo     | 51         | 4          |                 | 9               | 4               |                    | 9                  | 1                  |             | -           | -           | 69     | 9      |
| 2006-2007          | Inter              | A                  | 14         | 0          | CI              | 7               | 1               | UCL                | 3                  | 0                  | SI          | 0           | 0           | 24     | 1      |
| 2007-2008          | Porto              | PL                 | 22         | 2          | CP+CdL          | 0+1             | 0+0             | UCL                | 6                  | 0                  | SP          | 1           | 0           | 30     | 2      |
| 2008-2009          | Porto              | PL                 | 24         | 4          | CP+CdL          | 5+3             | 0+0             | UCL                | 7                  | 1                  | SP          | 0           | 0           | 39     | 5      |
| 2009-2010          | Porto              | PL                 | 18         | 1          | CP+CdL          | 4+4             | 1+1             | UCL                | 5                  | 0                  | SP          | 1           | 0           | 32     | 3      |
| 2010-2011          | Porto              | PL                 | 10         | 0          | CP+CdL          | 2+2             | 0+0             | UEL                | 0                  | 0                  | SP          | 0           | 0           | 16     | 0      |
| Totale Porto       | Totale Porto       | Totale Porto       | 74         | 7          |                 | 19              | 2               |                    | 18                 | 1                  |             | 2           | 0           | 113    | 10     |
| 2011-2012          | Estudiantes        | PD                 | 29         | 2          | CA              | 0               | 0               | CS                 | 2                  | 0                  | -           | -           | -           | 31     | 2      |
| 2012-mar. 2013     | Estudiantes        | PD                 | 4          | 0          | CA              | 0               | 0               | -                  | -                  | -                  | -           | -           | -           | 4      | 0      |
| mar.-giu. 2013     | Arsenal Sarandí    | PD                 | 13         | 0          | CA              | 0               | 0               | CL                 | 0                  | 0                  | -           | -           | -           | 13     | 0      |
| 2013-2014          | Estudiantes        | PD                 | 15         | 0          | CA              | 0               | 0               | -                  | -                  | -                  | -           | -           | -           | 15     | 0      |
| Totale Estudiantes | Totale Estudiantes | Totale Estudiantes | 48         | 2          |                 | 0               | 0               |                    | 2                  | 0                  |             | -           | -           | 50     | 2      |
| 2014               | Santamarina        | PB                 | ?          | ?          | CA              | -               | -               | -                  | -                  | -                  | -           | -           | -           | ?      | ?      |
| 2015               | Santamarina        | PB                 | 3+         | 0+         | CA              | ?               | ?               | -                  | -                  | -                  | -           | -           | -           | 3+     | 0+     |
| 2016               | Huracán            | PD                 | 15         | 4          | CA              | ?               | ?               | CL                 | 9                  | 1                  | -           | -           | -           | 24+    | 5+     |
| 2016-2017          | Huracán            | PD                 | 25         | 3          | CA              | ?               | ?               | CS                 | 4                  | 1                  | -           | -           | -           | 29+    | 4+     |
| 2017-gen. 2018     | Huracán            | PD                 | 4          | 1          | CA              | ?               | ?               | -                  | -                  | -                  | -           | -           | -           | 4+     | 1+     |
| Totale Huracán     | Totale Huracán     | Totale Huracán     | 44         | 8          |                 | ?               | ?               |                    | 13                 | 2                  |             | -           | -           | 57+    | 10+    |
| gen.-giu. 2018     | Colón              | PD                 | 10         | 0          | CA              | -               | -               | CS                 | 1                  | 0                  | -           | -           | -           | 11+    | 0+     |
| ago.-dic. 2018     | Colón              | PD                 | 8          | 0          | CA              | ?               | ?               | CS                 | -                  | -                  | -           | -           | -           | 8+     | 0+     |
| Totale Colón       | Totale Colón       | Totale Colón       | 18         | 0          |                 | ?               | ?               |                    | 1                  | 0                  |             | -           | -           | 19+    | 0+     |
| gen.-giu. 2019     | Santamarina        | PB                 | 11         | 0          | CA              | -               | -               | -                  | -                  | -                  | -           | -           | -           | 11     | 0      |
| 2019-2020          | Santamarina        | PB                 | 18         | 2          | CA              | ?               | ?               | -                  | -                  | -                  | -           | -           | -           | 18+    | 2+     |
| Totale Santamarina | Totale Santamarina | Totale Santamarina | 84         | 10         |                 | ?               | ?               |                    | -                  | -                  |             | -           | -           | 84+    | 10+    |
| Totale carriera    | Totale carriera    | Totale carriera    | 410        | 45         |                 | 39+             | 4+              |                    | 46+                | 4+                 |             | 2           | 0           | 497+   | 53+    |

### Cronologia presenze e reti in nazionale
| Cronologia completa delle presenze e delle reti in nazionale ― Argentina | Cronologia completa delle presenze e delle reti in nazionale ― Argentina | Cronologia completa delle presenze e delle reti in nazionale ― Argentina | Cronologia completa delle presenze e delle reti in nazionale ― Argentina | Cronologia completa delle presenze e delle reti in nazionale ― Argentina | Cronologia completa delle presenze e delle reti in nazionale ― Argentina | Cronologia completa delle presenze e delle reti in nazionale ― Argentina | Cronologia completa delle presenze e delle reti in nazionale ― Argentina |
| Data                                                                     | Città                                                                    | In casa                                                                  | Risultato                                                                | Ospiti                                                                   | Competizione                                                             | Reti                                                                     | Note                                                                     |
| ------------------------------------------------------------------------ | ------------------------------------------------------------------------ | ------------------------------------------------------------------------ | ------------------------------------------------------------------------ | ------------------------------------------------------------------------ | ------------------------------------------------------------------------ | ------------------------------------------------------------------------ | ------------------------------------------------------------------------ |
| 31-1-2003                                                                | San Pedro Sula                                                           | Argentina                                                                | 1 – 3                                                                    | Honduras                                                                 | Amichevole                                                               | -                                                                        | 85’                                                                      |
| 4-2-2003                                                                 | Los Angeles                                                              | Argentina                                                                | 1 – 0                                                                    | Messico                                                                  | Amichevole                                                               | -                                                                        | 85’                                                                      |
| 8-2-2003                                                                 | Miami Gardens                                                            | Stati Uniti                                                              | 0 – 1                                                                    | Argentina                                                                | Amichevole                                                               | -                                                                        | 46’                                                                      |
| 16-7-2003                                                                | La Plata                                                                 | Argentina                                                                | 2 – 2                                                                    | Uruguay                                                                  | Amichevole                                                               | -                                                                        | 77’                                                                      |
| 30-3-2004                                                                | Buenos Aires                                                             | Argentina                                                                | 1 – 0                                                                    | Ecuador                                                                  | Qual. Mondiali 2006                                                      | -                                                                        | 46’                                                                      |
| 27-6-2004                                                                | Miami Gardens                                                            | Argentina                                                                | 0 – 2                                                                    | Colombia                                                                 | Amichevole                                                               | -                                                                        | 46’                                                                      |
| 30-6-2004                                                                | East Rutherford                                                          | Argentina                                                                | 2 – 1                                                                    | Perù                                                                     | Amichevole                                                               | -                                                                        |                                                                          |
| 13-7-2004                                                                | Piura                                                                    | Argentina                                                                | 4 – 2                                                                    | Uruguay                                                                  | Coppa America 2004 - 1º turno                                            | -                                                                        | 46’                                                                      |
| 20-8-2008                                                                | Minsk                                                                    | Bielorussia                                                              | 0 – 0                                                                    | Argentina                                                                | Amichevole                                                               | -                                                                        | 71’                                                                      |
| Totale                                                                   |                                                                          | Presenze                                                                 | 9                                                                        |                                                                          | Reti                                                                     | 0                                                                        |                                                                          |

## Palmarès

### Club

#### Competizioni nazionali
- Campionato italiano: 1

Inter: 2006-2007
- Campionato portoghese: 3

Porto: 2007-2008, 2008-2009, 2010-2011
- Coppa del Portogallo: 3

Porto: 2008-2009, 2009-2010, 2010-2011
- Supercoppa di Portogallo: 2

Porto: 2009, 2010

#### Competizioni internazionali
- UEFA Europa League: 1

Porto: 2010-2011

### Nazionale
- Torneo Pre-Olimpico CONMEBOL: 1

Cile 2004
- Oro olimpico: 1

Atene 2004